# Éditions Druide
Druide est une maison d'édition québécoise fondée en 2011 par l'éditeur de logiciels Druide informatique. Leur siège est situé à Montréal (CA).

## Publications
Druide publie de la littérature générale, de la fiction et des essais (Choisir le progrès national, de Jocelyn Caron ; Le prochain virage, de Steven Guilbeault et François Tanguay), de la littérature jeunesse et des ouvrages.
La maison a notamment publié quatre romans de l'écrivaine québécoise Hélène Dorion : Recommencements (2014), Le Temps du paysage (2016), Jours de sable et L'Étreinte des vents (rééditions 2018).

### Livres numériques
Tous les livres sont publiés en version numérique simultanément avec la parution sur papier.

### Prix et récompenses
- Et si on avait un autre chien ?, de Jean-Paul Beaumier, finaliste au Prix littéraire Adrienne-Choquette 2018
- Fais pas cette tête, de Jean-Paul Beaumier, finaliste au Prix littéraire des collégiens, 2015.
- Ce livre n'est pas un journal intime, de Mathieu Potvin, Lauréat du Prix Illustration Jeunesse du Salon du livre de Trois-Rivières 2014.
- L'équation du temps, de Pierre-Luc Landry, finaliste au Prix des lecteurs de Radio-Canada 2014.
- Les saveurs gastronomiques de la bière, de David Lévesque-Gendron et Martin Thibault, finaliste de The Food Writing Awards 2014.
- Les corps extraterrestres, de Pierre-Luc Landry, lauréat du Prix du livre d'Ottawa 2016[3].
- L'interrogatoire de Salim Belfakir, par Alain Beaulieu, finaliste au Prix littéraire France-Québec 2017[4].
- L'État sauvage, de Pierre Ouellet, lauréat du Prix d'excellence de la Société des Écrivains francophones d'Amérique 2021[5],[6].